# Vis consilii expers mole ruit sua
 Vis consilii expers mole ruit sua  лат. (изговор: вис конзилији експерс моле руит суа). Снага без разума руши се само од себе. (Хорације)

## Поријекло изрека
Изрекао Римски лирски пјесник Хорација у  посљедњeм вијеку  старе ере.“

## Тумачење
Снага је, ма колико била велика, ако је неусмјерена разумом, јалова. Она се од себе урушава.